# De Koerier (Heerenveen)
De Koerier verscheen in september 1944 voor het eerst in Leeuwarden als illegaal pamflet. De plaatselijke organisatie voor het ondergrondse blad Je Maintiendrai kreeg namelijk geen kopij meer vanwege de spoorwegstakingen. Vanaf juli 1943 was het landelijke blad Je Maintiendrai tweemaal per maand in Leeuwarden bij drukkerij Mercurius van Petrus Terveer gedrukt. Klaas Leijenaar en Jan Spiekhout besloten na Dolle Dinsdag zelf een blaadje te stencilen. Vanaf 15 september tot de bevrijding op 15 april 1945 verschenen 171 nummers van De Koerier (veelal zes maal per week). Het was in de laatste oorlogsmaanden een populair krantje dat vooral via de fabrieken in de stad werd verspreid. Aanvankelijk was het enthousiasme binnen de Je Maintiendrai-groep groot en wilden velen van diverse gezindten (katholiek, protestants, socialistisch en vrij-democratisch) zich inspannen voor het illegale blaadje. Totdat Klaas Leijenaar in november 1944 werd opgepakt en met hem een kleine tien anderen van Je Maintiendrai. Met name de gebroeders Bob en Albert van der Wal zorgden ervoor dat telkens weer een nieuw adres in Leeuwarden gevonden werd waar het blaadje (vaak een tweezijdig stencil) verscheen. Jan Spiekhout dook onder in Heerenveen. De gevangengezette Je Maintiendrai-leden werden allen op 8 december 1944 bevrijd uit de Leeuwarder gevangenis dankzij een geweldloze actie van de Friese KP (De Overval: een film uit 1962 gebaseerd op de Kraak op de gevangenis in 1944).
In Heerenveen organiseerde Spiekhout mensen om zich heen om samen De Koerier voor zuidelijk Friesland te maken. Vanaf december 1944 tot de bevrijding werkten de redacties van Leeuwarden en Heerenveen gescheiden van elkaar. Op dezelfde wijze waarop Anne Vondeling er in Leeuwarden in was geslaagd de invloed van de Je Maintierndrai-groep na de oorlog voort te zetten met een dagelijkse krant, zo trachtte Spiekhout dit voor Heerenveen te doen. Vondeling had voor de bevrijding contact gehad met Witsen Elias van de Leeuwarder Courant, toen al bekend was dat die krant na de bevrijding niet zou mogen verschijnen, vanwege onzuivere informatieverstrekking in het begin van de oorlog. Direct op 16 april 1945 verscheen onder leiding van Vondeling de Leeuwarder Koerier. De hoofdredactie werd gevormd door Kalma, Piebega (beiden van JM) en Witsen Elias. 
Spiekhout had contact gezocht met Hepkema van het Nieuwsblad van Friesland omdat ook die krant na de oorlog verboden zou zijn. Hepkema wilde echter geen enkele concessie doen, totdat hij na de oorlog gedwongen zijn verzet moest opgeven. De mensen van Je Maintiendrai: in het bijzonder Spiekhout en Van der Schaaf kregen de beschikking over de persen van het Nieuwsblad en zo verscheen in het zuiden van Friesland de Heerenveense Koerier. In de loop van 1945 verhuisde Jan Spiekhout weer terug naar Leeuwarden om zijn werk voor de Coöperatieve Condensfabriek Friesland weer op de pakken. In 1947 werd de naam Heerenveense Koerier veranderd in Friesche Koerier.

Anne Vondeling en Jan Spiekhout zijn na de Tweede Wereldoorlog namens de PvdA bestuurlijk van betekenis zijn geweest

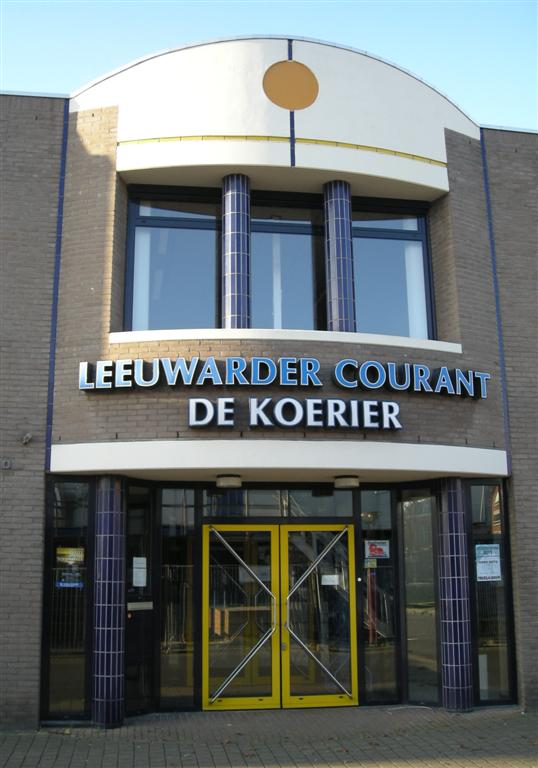
Regiokantoor Leeuwarder Courant met De Koerier in Heerenveen (2007)

De Koerier was een wekelijks huis-aan-huisblad in Friesland en werd uitgegeven door NDC Mediagroep. Per 1 januari 2013 is de uitgave gestopt.
De krant had een oplage van 50.000 exemplaren en werd sinds 1978 verspreid. De redactie was gevestigd aan de Herenwal in Heerenveen in een regiokantoor van de Leeuwarder Courant.
De Koerier, verspreidingsdag woensdag, was een van de twee gratis kranten die wekelijks onder andere in Heerenveen werd bezorgd. De andere krant is de Heerenveense Courant.